# Pellegrino Prisciani
Pellegrino Prisciani (né à Ferrare vers 1435 et mort dans la même ville fin janvier 1518 ) était un humaniste italien , professeur d'université, historien, antiquaire et astrologue italien . Il appartenait au groupe influent d'érudits présents à la cour de Ferrare sous Leonello d'Este et Borso d'Este.

## Biographie
Pellegrino est le fils de Prisciano de' Prisciani, un scientifique qui s'est occupé essentiellement d'astrologie.
Il a servi la maison d'Este comme archiviste, conseiller et diplomate, ambassadeur à Venise et à la Curie de Rome et a administré Reggio d'Émilie en tant que  podestà. L' astrologie jouait un rôle important à la cour et il est probable qu'il est à l'origine du programme astrologique des images du cycle des mois du Palais Schifanoia,.
Patrick Gautier Dalche a fait des recherches sur le fait qu'entre 1480 et 1490, Priscani avait copié une section d'une carte qui correspond en tout point (y compris la palette de couleurs) avec la Table de Peutinger. La carte qu'il appelait Cosmographia se trouvait dans une antichambre du palais épiscopal de Padoue.
Prisciani a écrit entre autres une histoire de Ferrare, la plupart de ses écrits n'ont pas été publiés, mais ne sont accessibles que sous forme de manuscrits dans les archives du nord de l'Italie.
Pellegrino et son père étaient à l'origine enterrés dans l'église de San Domenico (Ferrare), mais en 1812, ils ont été transférés dans l'église San Cristoforo alla Certosa. Une médaille avec une image du profil de son père se trouve au British Museum de Londres.
Pellegrino Prisciani est mort à Ferrare quelques jours après le 19 janvier 1518.

## Œuvres
- Historiae Ferrarienses o Annales ferrarienses;
- Collectanea;
- Ortopasca;
- Spectacula[3];